# Frans-Albert Schartau
Frans-Albert Vaksal Schartau (ur. 13 lipca 1877 w Kristianstad, zm. 6 czerwca 1943 w Kävlinge) – szwedzki strzelec, medalista olimpijski.
Dwukrotny uczestnik igrzysk olimpijskich (IO 1908, IO 1912). W Londynie wystąpił w pięciu konkurencjach, zdobywając srebrny medal w drużynowym strzelaniu z karabinu małokalibrowego (wraz z nim w drużynie byli: bliźniacy Eric i Vilhelm Carlbergowie oraz Johan Hübner von Holst). Ponadto zajął 18. miejsce w indywidualnym strzelaniu z pistoletu dowolnego i 5. pozycję w strzelaniu drużynowym, a także 9. lokatę w karabinie małokalibrowym ze znikającą tarczą. Nie ukończył strzelania do ruchomej tarczy (również z karabinu małokalibrowego). 
Na igrzyskach olimpijskich wystartował też cztery lata później w Sztokholmie, gdzie zajął 18. miejsce w pistolecie pojedynkowym.